# 崔光濟
崔光濟（韓語：최광제，1985年8月6日—），另譯崔光傑、崔廣濟、崔光在，是一位韓國男演員。

## 演出作品

### 電視劇
- 2017年：SBS《超人家族2017》飾演 醉漢
- 2017年：OCN《Duel》飾演 白室長
- 2018年：tvN《陽光先生》飾演 山田下士
- 2018年：SBS《Miss Ma：復仇的女神》飾演 高末九[5][6]
- 2019年：SBS《熱血司祭》飾演 安東
- 2019年：MBC《異夢》飾演 村井
- 2019年：tvN《很便宜，千里馬超市》飾演 皮耶雷古[7]
- 2020年：Channel A《怪咖！文主廚》飾演 方多勳
- 2020年：KBS2《Do Do Sol Sol La La Sol》飾演 秋民秀
- 2021年：KBS2《月升之江》飾演 楊策
- 2021年：TVING《成人練習生》飾演 慰老大Youtuber(EP1)
- 2021年：tvN《邪惡與瘋狂》飾演 廉根輸
- 2022年：TVING《豬玀之王》飾演 安正熙
- 2023年：Netflix《末日騎士》飾演 獵人隊長
- 2023年：tvN《驅魔麵館2：全面回擊》飾演 慫局
- 2023年：Disney+《惡中之惡》飾演 史密斯(EP3.6.10)
- 2024年：MBC《搜查班長1958》飾演 張居治(EP7)
- 2025年：U+Mobiletv《拿著手術刀的獵人》飾演 張赫根[8]

### 電影
- 2012年：《醜男大變身》飾演 設計師蘭堡崔
- 2015年：《戀愛，之後》短篇 飾演 珉宇
- 2016年：《偷天對決》飾演 高利貸
- 2017年：《暗戀遊戲》飾演 載沅
- 2018年：《七罪追緝令》飾演 大塊頭
- 2018年：《毒梟》飾演 宗順的丈夫
- 2019年：《戲子們：傳聞操縱團》飾演 末寶公演觀眾
- 2021年：《愛情漢堡包》飾演 李勛正
- 2022年：《王者製造》飾演 相聲男
- 2022年：《熱血》飾演 屎哲
- 2022年：《外星+人》飾演 崔大監
- 2023年：《犯罪都市3》飾演 李相哲
- 2023年：《露梁：死亡之海》飾演 寺澤廣高

### 話劇
- 2013年：《On Air-水原／온에어-수원》
- 2015年：《老孩子／오래된 아이》
- 2015年：《記住獨島，還有故事／REMEMBER 독도, 그리고 이야기》
- 2016年：《小姐，我要買包菸／담배가게 아가씨》
- 2024年：《砰啪／쿵짝》
- 2025年：《分成兩半的子爵／반쪼가리자작》

## 外部連結
- 崔光濟的Instagram帳戶
- 崔光濟在NAVER上的资料
- 崔光濟在Daum上的资料
- 崔光濟在韩国电影数据库（KMDb）上的資料（韓語）